# Darabos György (apát)
Nádasdi Darabos György (?,? - Szentgotthárd, 1460. január 1.) a szentgotthárdi ciszterciek apátja 1443-tól.

## Élete
Az ősrégi Nádasd nemzetség sarja. Édesapja nádasdi Darabos János (fl. 1397–1437), földbirtokos, édesanyja a Nádasdy családból való, Nádasdy Lőrinc fia Tamás lánya, Nádasdy Margit volt. Darabos György egyik fivére, nádasdi Darabos Jakab (fl. 1439–1451), Zala- és Vas vármegye alispánja 1439-ben, majd 1451-ben. A másik testvére, nádasdi Darabos László (fl. 1435–1473), Vas vármegye alispánja volt. 
Az apátság már a 14. század végétől a felsőlindvai Széchyek birtokában állt és épp hanyatlófélben volt, de Darabos alatt bizonyos mértékű javulás kezdett mutatkozni. Darabos a Trois Fontaines-ből kapott támogatás révén már önállóan tudta kezelni az apátsági birtokokat. 1451-ben Battyán és Boldogasszonyfalva községekben határjárást tartott. Boldogasszonyt 1449-től saját kezelésbe vette és vétel útján megnövelte. 1452-ben rendezte a vitás inthai birtok ügyeit és a zalai Szompács területét is megnövelte.
Az 1970-es években az egykori apátsági épület és templom feltárásakor megtalálták sírkövét, viszonylag jó állapotban. Nádasdi Darabos György sírkövén látható a családja, illetve a nemzetségének címere: "kerektalpú pajzsban két nád között balra néző vadkacsa.